# Hellmann’s und Best Foods

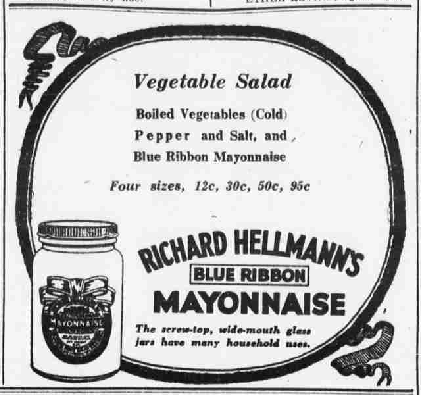
Werbeanzeige von 1922 für Hellmann’s Blue Ribbon Mayonnaise

Hellmann’s Real Mayonnaise

Hellmann’s und Best Foods sind US-amerikanische Markennamen und vor allem bekannt für die Hellmann’s Blue Ribbon Mayonnaise.

## Geschichte
1903 kaufte Richard Hellmann ein Delikatessengeschäft in New York. 1913 wurde zum ersten Mal Hellmann’s Blue Ribbon Mayonnaise verkauft. Hellmann’s kam 1961 in Großbritannien auf den Markt und hatte in den 1980ern einen Marktanteil von über 50 %. Im Jahr 2000 wurde die Muttergesellschaft von Hellmann’s, Best Foods, von Unilever gekauft.